# رجینا اسپکتور
رجینا ایلینیچنا اسپکتور (به روسی: Реги́нa Ильи́нична Спе́ктор؛ زادهٔ ۱۸ فوریهٔ ۱۹۸۰) خواننده-ترانه‌پرداز و پیانیست روس‌تبار آمریکایی است.
وی پس از انتشار سه آلبوم نخست خود به‌صورت مستقل و کسب محبوبیت در صحنه‌های موسیقی مستقل نیویورک، – مخصوصاً در سبک آنتی-فولک که در ایست ویلیج نیویورک متمرکز بود – به شهرت رسید. رجینا اسپکتور در سال ۲۰۰۴ به سایر رکوردز پیوست؛ این حرکت نقطهٔ عطفی او در دیده‌شدن خود در دنیای موسیقی جریان اصلی بود.
شهردار نیویورک بیل دی بلازیو در ۱۱ ژوئن سال ۲۰۱۹ این تاریخ را روز رجینا اسپکتور در نیویورک اعلام کرد.

## زندگی شخصی
اسپکتور به زبان روسی تسلط دارد و عبری نیز می‌خواند. او خود را «یهودی خیلی روسی» می‌داند. رجینا اسپکتور با نقل از شعر «فوریه» بوریس پاسترناک در ترانه «بنده که مردم»، به میراث روسی خود ادای احترام کرده است. وی همچنین گفته که «با زبان و فرهنگ خود پیوند عمیقی دارد.»
اسپکتور برای مدتی گیاه‌خوار بود اما پس از آنکه با استروکز – گروهی که معمولاً استیک می‌خوردند – به تور رفت، آن را کنار گذاشت.